# بيل ألين (ممثل)
بيل ألين (بالإنجليزية: Bill Allen)‏ مواليد 7 نوفمبر 1962 في كانساس، الولايات المتحدة، هو ممثل أمريكي بدأ مسيرته الفنية سنة 1977.

## الأعمال
- ولد في الرابع من يوليو
- مغامرات بندق
- قصص مدهشة
- روابط عائلية
- توش.0

## وصلات خارجية
- بيل ألين على موقع IMDb (الإنجليزية)
- بيل ألين على موقع أول موفي (الإنجليزية)
- بيل ألين على موقع قاعدة بيانات الفيلم (الإنجليزية)